# Kecupak II
Kecupak II is een bestuurslaag in het regentschap Pakpak Bharat van de provincie Noord-Sumatra, Indonesië. Kecupak II telt 1577 inwoners (volkstelling 2010).